# Blue Moon of Kentucky
Blue Moon of Kentucky è un valzer scritto nel 1946 dal musicista bluegrass Bill Monroe e registrato con la sua band, The Blue Grass Boys. La canzone è stata poi reinterpretata da molti artisti tra cui Elvis Presley.
Blue Moon of Kentucky è la canzone ufficiale bluegrass del Kentucky. Nel 2002 la versione di Monroe fu una delle 50 registrazioni scelte quell'anno dalla Biblioteca del Congresso da aggiungere al National Recording Registry.
Nel 2003 il CMT posizionò Blue Moon of Kentucky al numero 11 della sua classifica 100 Greatest Songs in Country Music.

## Il brano
Bill Monroe scrisse la canzone nel 1946, registrandola per la Columbia Records il 16 settembre. Fu poi pubblicata all'inizio del 1947.
A quel tempo i Bluegrass Boys erano composti anche dal cantante e chitarrista Lester Flatt e dal banjoista Earl Scruggs, che in seguito formarono la propria bluegrass band, i Foggy Mountain Boys. Entrambi parteciparono alla registrazione anche se in quel caso Bill Monroe cantò personalmente il brano.
La canzone, portata come un "valzer bluegrass", ebbe un successo a livello nazionale e fu una hit dell'anno 1947. Inoltre divenne ulteriormente famosa grazie alle altre versioni fatte nel tempo. Carl Perkins ne suonò una versione veloce nelle sue prime esibizioni dal vivo.
Nel 1954, The Stanley Brothers registrarono una versione utilizzando gli arrangiamenti di Elvis Presley in 4/4 e strumenti bluegrass creandola in uno stile a metà tra la quello di Monroe e quello di Presley. Lo stesso Bill Monroe successivamente ne registrò una versione con un mix di stili partendo dall'arrangiamento originale a 3/4 e poi finendo nell'interpretazione a 4/4.

## Versione di Elvis Presley
Blue Moon of Kentucky è la seconda canzone registrata da Elvis Presley pochi giorni dopo That's All Right, Mama, e pubblicata come lato B nel 45 giri di debutto That's All Right/Blue Moon of Kentucky.

## Altre versioni
Numerosi artisti hanno interpretato questa canzone tra cui: John Fogerty, Elvis Presley, Patsy Cline, Ronnie Hawkins, Rory Gallagher, LeAnn Rimes, Paul McCartney, Boxcar Willie, Ray Charles, Jerry Reed, Jimmy Martin, e Raul Seixas.
Nel 1995, i restanti componenti dei Beatles - Paul McCartney, George Harrison, e Ringo Starr - suonarono una versione in 4/4 che fu pubblicata nel Bonus del DVD The Beatles Anthology. McCartney aveva precedentemente pubblicato e suonato questa canzone nel 1991 all'MTV Unplugged.
Alla fine degli anni 80, inizio anni 90 nello show sci-fi Quantum Leap, Sam Beckett suonò "Blue Moon of Kentucky" dopo un episodio dedicato alle "Melodie di Memphis". Nell'episodio di King of the Hill "The Bluegrass Is Always Greener", andato in onda nel 2002, Jeff Boomhauer suona questa canzone con Vince Gill.